# Буттьеро, Стефано
Сте́фано Буттье́ро (итал. Stefano Buttiero; род. 5 июля 1966, Турин) — итальянский автогонщик и лыжник.

## Карьера
В 1984 году чемпион Италии по картингу в категории 125 куб.см. Выступал в категориях чемпионата Италии Формулы 3, Чемпионата Италии по шоссейно-кольцевым гонкам на легковых автомобилях, в гонках 24 часа Ле-Мана, гонок Роуд Америка, 24 часа Дайтоны, Гран-при Сономы и многих других. Официальный пилот команды Альфа-Ромео в чемпионате мира по шоссейное-кольцевым гонкам.
С 1997 года официальный пилот FIA GT. В 1999 году официальный пилот команды Мерседес Супер Трак. В 2003 году участник Суперкубка Порш.
С 2012 года официальный приглашенный преподаватель Международного Университета Монако по менеджменту в области автоспорта. После завершения карьеры выступал за команду Монако в лыжных гонках, двух-кратный абсолютный победитель Чемпионата Франции Прованс-Альпы-Лазурный берег. Прошел олимпийскую квалификацию на зимние Олимпийские игры 2006 года в Турине, но не смог принять в них участие. Принимал участие в соревнованиях в России.
Занимается благотворительностью в области спорта, работает со спортсменами, имеющими ментальные отклонения.